# Badmintonmeisterschaft von Trinidad und Tobago 2019
Die Badmintonmeisterschaft von Trinidad und Tobago 2019 fand vom 22. bis zum 23. März 2019 statt.

## Medaillengewinner
| Disziplin    | Gold                                   | Silber                         | Bronze                        |
| ------------ | -------------------------------------- | ------------------------------ | ----------------------------- |
| Herreneinzel | Will Lee                               | Alistair Espinoza              | Sheraz Nabbie                 |
| Herreneinzel | Will Lee                               | Alistair Espinoza              | Jade Allman                   |
| Dameneinzel  | Chequeda De Boulet                     | Rhea Khan                      | Sandhya Cassie                |
| Dameneinzel  | Chequeda De Boulet                     | Rhea Khan                      | Nekeisha Blake                |
| Herrendoppel | Alistair Espinoza Will Lee             | Jade Allman Vance Juteram      | Navin Gayapersad Alan Umraw   |
| Herrendoppel | Alistair Espinoza Will Lee             | Jade Allman Vance Juteram      | Leon Cassie Richard Ramrattan |
| Damendoppel  | Johannah Walker Chequeda De Boulet     | Sandhya Cassie Ananda Ramsingh | Faith Mollah Jada Smith       |
| Damendoppel  | Johannah Walker Chequeda De Boulet     | Sandhya Cassie Ananda Ramsingh | Simone George Meera Mahabir   |
| Mixed        | Nathaniel Khillawan Chequeda De Boulet | Jade Allman Nekeisha Blake     | Navin Gayapersad Rhea Khan    |
| Mixed        | Nathaniel Khillawan Chequeda De Boulet | Jade Allman Nekeisha Blake     | Will Lee Johannah Walker      |